# 布隆迪直口非鯽
布隆迪直口非鯽，為輻鰭魚綱鱸形目隆頭魚亞目慈鯛科的其中一種，被IUCN列為易危保育類動物，分布於非洲蒲隆地至坦尚尼亞間的Malagarazi河流域，體長可達15公分，棲息在流動快速的溪流，生活習性不明。

## 擴展閱讀
維基物種上的相關：布隆迪直口非鯽